# New York World Building
New York World Building – nieistniejący już wieżowiec znajdujący się w Nowym Jorku. Zaprojektował go George B.Post, a w dniu ukończenia budowy posiadał 20 pięter i mierzył 106 metrów.
Budowa pierwszego drapacza chmur w Nowym Jorku rozpoczęła się 10 października 1889 roku, a ukończyła 10 grudnia 1890 roku, tym samym stał się najwyższą budowlą w Nowym Jorku.
W 1955 roku podjęto decyzję o zburzeniu World Building, by zrobić miejsce dla powiększenia wjazdu na Brooklyn Bridge.